# Piaseczno Wąskotorowe Północne
Piaseczno Wąskotorowe Północne – zlikwidowany wąskotorowy kolejowy przystanek osobowy w Piasecznie, w województwie mazowieckim, w Polsce.
Przystanek powstał w trakcie przebudowy linii Kolei Wilanowskiej przeprowadzonej od jesieni 1935 do wiosny 1936 roku, która swoim zakresem prac obejmowała zmianę rozstawu szyn z 800 mm na 1000 mm, połączenie linii z Koleją Grójecką oraz zmianę przebiegu linii na terenie Piaseczna. Został oddany do użytku w maju 1936 roku i zastąpił dotychczasową stację końcową Piaseczno Północne, która położona była około 500 metrów na południe. W obrębie przystanku znajdował się niezachowany budynek dworcowy. 
Przed II wojną światową przystanek nosił nazwę Piaseczno Wilanowskie, ponieważ odjeżdżały z niego pociągi pasażerskie do Wilanowa. Niemieckie władze okupacyjne zmieniły nazwę na Piaseczno Północne. Nazwą tą, początkowo w wersji zgermanizowanej, zaś od 1948 roku rozbudowaną o człon Wąskotorowe, posługiwano się do czasu zamknięcia przystanku oraz linii kolejowej w 1971 roku.